# Grande Prêmio da Arábia Saudita de 2024
O Grande Prêmio da Arábia Saudita de 2024 (formalmente denominado Formula 1 STC Saudi Arabian Grand Prix 2024) foi a segunda etapa da temporada de 2024 da Fórmula 1, Disputada no dia 9 de março de 2024 no Circuito Corniche de Gidá na Arábia Saudita. Foi vencido por Max Verstappen, da Red Bull, com Sergio Pérez, também da Red Bull, em segundo e Charles Leclerc, da Ferrari, em terceiro.

## Resumo
Por causa do Ramadã, mês sagrado em diversas culturas do Oriente Médio que começou no dia 10 de março de 2024, a corrida na Arábia Saudita foi alterada para o sábado, dia 9 de março.
Oliver Bearman fez sua estreia na Fórmula 1 nesse Grande Prêmio, substituindo Carlos Sainz Jr. na Ferrari, devido a apendicite que o piloto titular sofreu, e terminou na sétima posição, somando 6 pontos e sendo o 68º estreante a pontuar na categoria e o primeiro britânico a fazer isso desde Paul di Resta em 2011. Além de Bearman, os outros três britânicos do grid (George Russell, Lando Norris e Lewis Hamilton) também pontuaram, sendo a primeira vez que quatro britânicos pontuavam na F1 desde 1968.
Bearman se tornou o piloto mais jovem da Ferrari na história da Fórmula 1, tendo estreado na equipe com 18 anos e 305 dias. Ele também foi o mais jovem britânico na Fórmula 1 e é o terceiro piloto mais jovem a disputar uma corrida na Fórmula 1, só perdendo para Max Verstappen (17 anos e 166 dias) e Lance Stroll (18 anos e 148 dias). Bearman também é o primeiro piloto britânico a correr pela Ferrari desde 1999, quando a equipe italiana contou com Eddie Irvine, e o primeiro a estrear na Fórmula 1 com a Ferrari desde 1972 com Arturo Merzario.
Max Verstappen conquistou sua 56ª vitória, a nona consecutiva, e seu 100° pódio na carreira. Seu companheiro Sergio Pérez terminou em segundo, contabilizando a segunda dobradinha da Red Bull na temporada e a primeira consecutiva com Verstappen e Perez. Charles Leclerc, que tinha largado em segundo, completou o pódio, fazendo também a volta mais rápida da prova.

## Resultados

### Treino classificatório
| Pos.                | N° | Piloto           | Construtor                 | Tempos classificatórios | Tempos classificatórios | Tempos classificatórios | Grid final |
| Pos.                | N° | Piloto           | Construtor                 | Q1                      | Q2                      | Q3                      | Grid final |
| ------------------- | -- | ---------------- | -------------------------- | ----------------------- | ----------------------- | ----------------------- | ---------- |
| 1                   | 1  | Max Verstappen   | Red Bull Racing-Honda RBPT | 1:28.171                | 1:28.033                | 1:27.472                | 1          |
| 2                   | 16 | Charles Leclerc  | Ferrari                    | 1:28.318                | 1:28.112                | 1:27.791                | 2          |
| 3                   | 11 | Sergio Pérez     | Red Bull Racing-Honda RBPT | 1:28.638                | 1:28.467                | 1:27.807                | 3          |
| 4                   | 14 | Fernando Alonso  | Aston Martin-Mercedes      | 1:28.706                | 1:28.122                | 1:27.846                | 4          |
| 5                   | 81 | Oscar Piastri    | McLaren-Mercedes           | 1:28.755                | 1:28.343                | 1:28.089                | 5          |
| 6                   | 4  | Lando Norris     | McLaren-Mercedes           | 1:28.805                | 1:28.479                | 1:28.132                | 6          |
| 7                   | 63 | George Russell   | Mercedes                   | 1:28.749                | 1:28.448                | 1:28.316                | 7          |
| 8                   | 44 | Lewis Hamilton   | Mercedes                   | 1:28.994                | 1:28.606                | 1:28.460                | 8          |
| 9                   | 22 | Yuki Tsunoda     | RB-Honda RBPT              | 1:28.988                | 1:28.564                | 1:28.547                | 9          |
| 10                  | 18 | Lance Stroll     | Aston Martin-Mercedes      | 1:28.250                | 1:28.578                | 1:28.572                | 10         |
| 11                  | 38 | Oliver Bearman   | Ferrari                    | 1:28.984                | 1:28.642                | N/A                     | 11         |
| 12                  | 23 | Alexander Albon  | Williams-Mercedes          | 1:29.107                | 1:28.980                | N/A                     | 12         |
| 13                  | 20 | Kevin Magnussen  | Haas-Ferrari               | 1:29.069                | 1:29.020                | N/A                     | 13         |
| 14                  | 3  | Daniel Ricciardo | RB-Honda RBPT              | 1:29.065                | 1:29.025                | N/A                     | 14         |
| 15                  | 27 | Nico Hülkenberg  | Haas-Ferrari               | 1:29.055                | No time                 | N/A                     | 15         |
| 16                  | 77 | Valtteri Bottas  | Kick Sauber-Ferrari        | 1:29.179                | N/A                     | N/A                     | 16         |
| 17                  | 31 | Esteban Ocon     | Alpine-Renault             | 1:29.475                | N/A                     | N/A                     | 17         |
| 18                  | 10 | Pierre Gasly     | Alpine-Renault             | 1:29.479                | N/A                     | N/A                     | 18         |
| 19                  | 2  | Logan Sargeant   | Williams-Mercedes          | 1:29.526                | N/A                     | N/A                     | 19         |
| 107% time: 1:34.342 |    |                  |                            |                         |                         |                         |            |
| —                   | 24 | Zhou Guanyu      | Kick Sauber-Ferrari        | No time                 | N/A                     | N/A                     | 201        |
| Fontes:             |    |                  |                            |                         |                         |                         |            |

Notas
- ↑1  – Zhou Guanyu não conseguiu definir um tempo durante a qualificação.  Ele foi autorizado a correr a critério dos comissários.[9]

### Corrida
| Pos.                                                               | N° | Piloto           | Construtor                 | Voltas | Tempo/retirada               | Grid | Pontos |
| ------------------------------------------------------------------ | -- | ---------------- | -------------------------- | ------ | ---------------------------- | ---- | ------ |
| 1                                                                  | 1  | Max Verstappen   | Red Bull Racing-Honda RBPT | 50     | 1:20:43.273                  | 1    | 25     |
| 2                                                                  | 11 | Sergio Pérez     | Red Bull Racing-Honda RBPT | 50     | +13.6431                     | 3    | 18     |
| 3                                                                  | 16 | Charles Leclerc  | Ferrari                    | 50     | +18.639                      | 2    | 162    |
| 4                                                                  | 81 | Oscar Piastri    | McLaren-Mercedes           | 50     | +32.007                      | 5    | 12     |
| 5                                                                  | 14 | Fernando Alonso  | Aston Martin-Mercedes      | 50     | +35.759                      | 4    | 10     |
| 6                                                                  | 63 | George Russell   | Mercedes                   | 50     | +39.936                      | 7    | 8      |
| 7                                                                  | 38 | Oliver Bearman   | Ferrari                    | 50     | +42.679                      | 11   | 6      |
| 8                                                                  | 4  | Lando Norris     | McLaren-Mercedes           | 50     | +45.708                      | 6    | 4      |
| 9                                                                  | 44 | Lewis Hamilton   | Mercedes                   | 50     | +47.391                      | 8    | 2      |
| 10                                                                 | 27 | Nico Hülkenberg  | Haas-Ferrari               | 50     | +1:16.996                    | 15   | 1      |
| 11                                                                 | 23 | Alexander Albon  | Williams-Mercedes          | 50     | +1:28.354                    | 12   |        |
| 12                                                                 | 20 | Kevin Magnussen  | Haas-Ferrari               | 50     | +1:45.7373                   | 13   |        |
| 13                                                                 | 31 | Esteban Ocon     | Alpine-Renault             | 49     | +1 lap                       | 17   |        |
| 14                                                                 | 2  | Logan Sargeant   | Williams-Mercedes          | 49     | +1 lap                       | 19   |        |
| 15                                                                 | 22 | Yuki Tsunoda     | RB-Honda RBPT              | 49     | +1 lap4                      | 9    |        |
| 16                                                                 | 3  | Daniel Ricciardo | RB-Honda RBPT              | 49     | +1 lap                       | 14   |        |
| 17                                                                 | 77 | Valtteri Bottas  | Kick Sauber-Ferrari        | 49     | +1 lap                       | 16   |        |
| 18                                                                 | 24 | Zhou Guanyu      | Kick Sauber-Ferrari        | 49     | +1 lap                       | 20   |        |
| Ret                                                                | 18 | Lance Stroll     | Aston Martin-Mercedes      | 5      | Colisão                      | 10   |        |
| Ret                                                                | 10 | Pierre Gasly     | Alpine-Renault             | 1      | Problema na caixa de marchas | 18   |        |
| Volta Mais Rápida: Charles Leclerc (Ferrari) – 1:31.632 (volta 50) |    |                  |                            |        |                              |      |        |
| Fontes:                                                            |    |                  |                            |        |                              |      |        |

Notas
- ↑1  – Sergio Pérez recebeu uma penalidade de cinco segundos por uma liberação insegura. Sua posição final não foi afetada pela penalidade.[10]
- ↑2  – Inclui um ponto pela volta mais rápida.[11]
- ↑3  – Kevin Magnussen terminou em 11º, mas recebeu uma penalidade total de 20 segundos por causar uma colisão com Alexander Albon e por sair da pista e ganhar vantagem.[10]
- ↑4  – Yuki Tsunoda terminou em 14º na pista, mas recebeu uma penalidade de cinco segundos após a corrida por uma liberação insegura.[10]

## Tabela do Campeonato após a corrida
|        | Pos. | Pilotos         | Pontos |
| ------ | ---- | --------------- | ------ |
|        | 1    | Max Verstappen  | 51     |
|        | 2    | Sergio Pérez    | 36     |
| 1      | 3    | Charles Leclerc | 28     |
| 1      | 4    | George Russell  | 18     |
| 3      | 5    | Oscar Piastri   | 16     |
| Fonte: |      |                 |        |

|        | Pos. | Construtor                 | Pontos |
| ------ | ---- | -------------------------- | ------ |
|        | 1    | Red Bull Racing-Honda RBPT | 87     |
|        | 2    | Ferrari                    | 49     |
| 1      | 3    | McLaren-Mercedes           | 28     |
| 1      | 4    | Mercedes                   | 26     |
|        | 5    | Aston Martin-Mercedes      | 13     |
| Fonte: |      |                            |        |

- Nota: Apenas as cinco primeiras posições estão incluídas em ambos os conjuntos de classificação.